# Soignolles-en-Brie
Soignolles-en-Brie är en kommun i departementet Seine-et-Marne i regionen Île-de-France i norra Frankrike. Kommunen ligger i kantonen Brie-Comte-Robert som tillhör arrondissementet Melun. År 2022 hade Soignolles-en-Brie 2 024 invånare.

## Befolkningsutveckling
Antalet invånare i kommunen Soignolles-en-Brie
| Referens: INSEE |